# مذكرة دراسة الأمن القومي 200

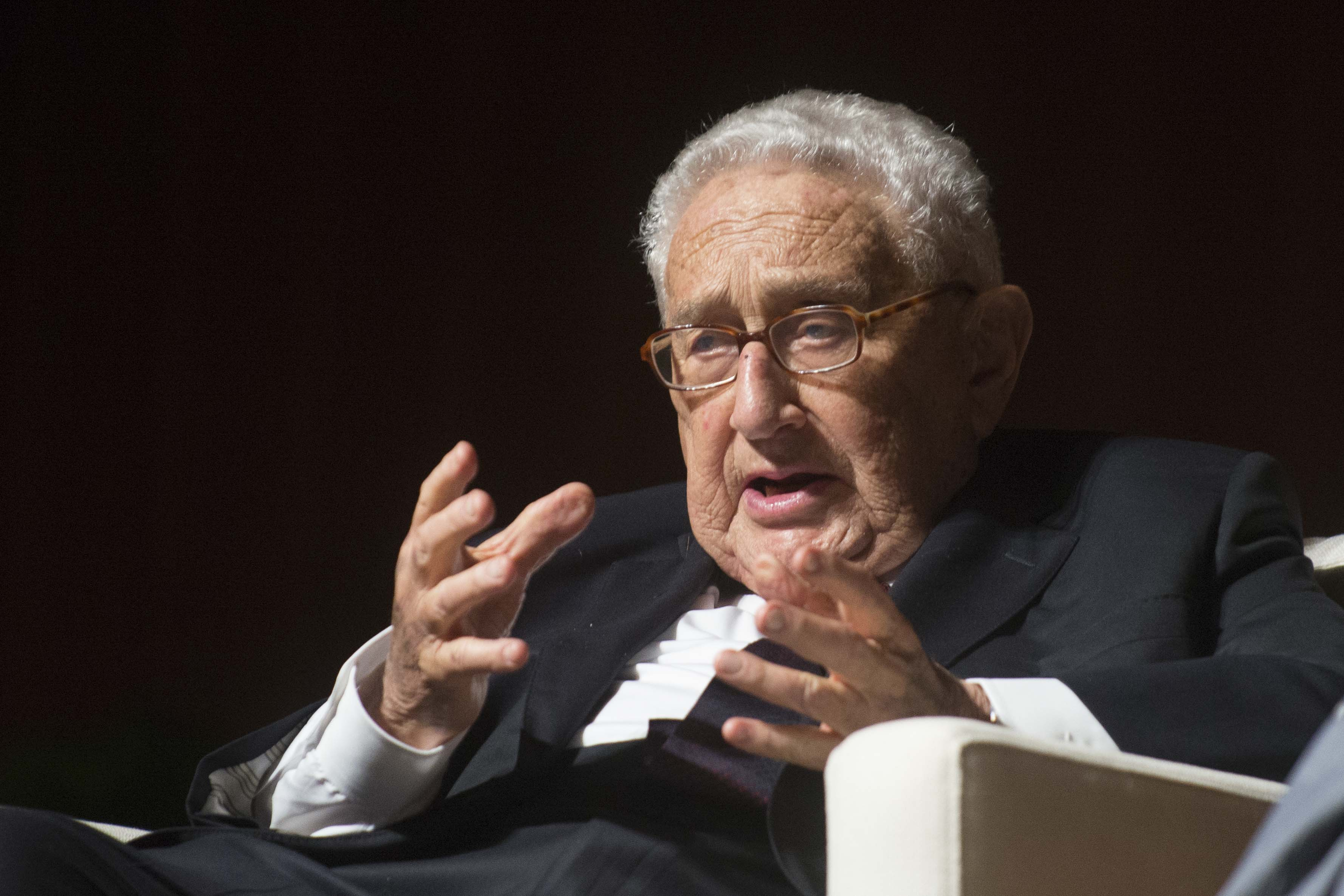
هنري كيسنجر في مكتبة LBJ (2016)

تم الانتهاء من مذكرة دراسة الأمن القومي التي تحمل رقم 200: انعكاسات النمو السكاني في جميع أنحاء العالم على الأمن الأمريكي والمصالح الخارجية (NSSM200) في 10 ديسمبر 1974، من قبل مجلس الأمن القومي للولايات المتحدة، تحت إشراف هنري كيسنجر.
اعتمدت كسياسة رسمية للولايات المتحدة من قبل الرئيس الأمريكي جيرالد فورد في نوفمبر 1975. كانت مُصنّفة كوثيقة سرية لفترة، ولكن حصل عليها الباحثون في أوائل التسعينيات.

## الاستنتاجات
كانت الفرضية الأساسية للمذكرة هي أن النمو السكاني في البلدان الأقل نماء هو مصدر قلق للأمن القومي للولايات المتحدة، لأنه يميل إلى المخاطرة بالاضطرابات المدنية وعدم الاستقرار السياسي في البلدان التي لديها إمكانات عالية للتنمية الاقتصادية. تعطي السياسة «أهمية قصوى» لتدابير الحد من السكان والترويج لوسائل منع الحمل بين 13 دولة مكتظة بالسكان للسيطرة على النمو السكاني السريع، الذي تعتبره الولايات المتحدة ضارًا بالنمو الاجتماعي والسياسي والاقتصادي لهذه البلدان، وللمصالح الوطنية الأمريكية لأن «الاقتصاد الأمريكي سيتطلب كميات كبيرة ومتزايدة من المعادن من الخارج»، ويمكن للدول أن تنتج قوى معارضة مزعزعة للاستقرار ضد الولايات المتحدة.
وتوصي بأن «تؤثر القيادة الأمريكية على القادة الوطنيين» وبوجوب السعي إلى «تحسين الدعم العالمي للجهود المتعلقة بالسكان من خلال زيادة التركيز على وسائل الإعلام وبرامج التثقيف والتحفيز السكاني الأخرى من قبل الأمم المتحدة والولايات المتحدة الأمريكية والوكالة الأمريكية للتنمية الدولية».

### البلدان المعنية
ذُكرت ثلاثة عشر دولة في التقرير، والتي قد تمثل إشكالية بشكل خاص على المصالح الأمريكية: الهند وبنغلاديش وباكستان وإندونيسيا وتايلاند والفلبين وتركيا ونيجيريا ومصر وإثيوبيا والمكسيك وكولومبيا والبرازيل. من المتوقع أن تحقق البلدان 47 في المائة من إجمالي النمو السكاني في العالم.
كما تثير المذكرة تساؤلاً حول ما إذا كان ينبغي على الولايات المتحدة أن تنظر في التخصيص التفضيلي لفائض الإمدادات الغذائية للدول التي تعتبر بناءة في استخدام تدابير السيطرة على السكان.

### نظرة عامة
تلقي الورقة نظرة على الاتجاهات السكانية في جميع أنحاء العالم كما كان متوقعا في عام 1974.
وتنقسم إلى قسمين رئيسيين: قسم تحليلي وتوصيات سياسية.
تنقسم توصيات السياسة إلى قسمين. إستراتيجية وعمل أمريكي للسكان لتهيئة الظروف الملائمة لتراجع الخصوبة. هناك قلق رئيسي تم التأكيد عليه في الورقة يتعلق بتأثير السكان على الجوع والمجاعات.
"سيكون لتزايد عدد السكان تأثير خطير على الحاجة إلى الغذاء، لا سيما في أفقر وأسرع البلدان نمواً. [أقل البلدان نمواً] بينما في ظل الظروف المناخية العادية وافتراض نمو إنتاج الغذاء بما يتماشى مع الاتجاهات الحديثة، يمكن أن يتوسع إجمالي الإنتاج الزراعي العالمي بشكل أسرع مقارنة بالسكان، ستكون هناك مع ذلك مشاكل خطيرة في توزيع الغذاء وتمويله، مما يجعل النقص، حتى في مستويات التغذية السيئة اليوم، أمرًا محتملاً في العديد من مناطق البلدان الأقل نمواً من حيث عدد السكان. وحتى اليوم يموت من 10 إلى 20 مليون شخص كل عام بسبب سوء التغذية بشكل مباشر أو غير مباشر. والأخطر من ذلك هو نتيجة إخفاقات المحاصيل الرئيسية التي يحتمل حدوثها من وقت لآخر.
"إن أخطر النتائج على المديين القصير والمتوسط هو احتمال حدوث مجاعات واسعة النطاق في أجزاء معينة من العالم، وخاصة المناطق الأكثر فقراً. تزداد احتياجات العالم من الغذاء بنسبة 2.5 في المائة أو أكثر سنويًا (مما يخلق تفاوتاً متواضعاً بين النظم الغذائية والتغذية المحسنة) في الوقت الذي يتم فيه استخدام الأسمدة الجاهزة والأراضي الصالحة للزراعة إلى حد كبير، ولذلك يجب أن تأتي الإضافات إلى إنتاج الغذاء بشكل أساسي من المحاصيل الأكثر انتاجية.
«البلدان ذات النمو السكاني الكبير لا يمكنها تحمل التزايد المستمر في الواردات، ولكن بالنسبة لها فإن رفع إنتاج الغذاء بشكل ثابت بنسبة 2 إلى 4 في المائة على مدى الجيل التالي أو الجيل الثاني يعد تحدياً هائلاً».

### الأفكار الرئيسية
- يتطلب الاقتصاد الأمريكي كميات ضخمة ومتزايدة من المعادن من الخارج، وخاصة من البلدان الأقل نماءاً [انظر اللجنة القومية لسياسة المعادن، تجاه السياسة الوطنية للمعادن: البيانات والقضايا الأساسية، أبريل 1972]. تمنح هذه الحقيقة الولايات المتحدة اهتماماً متزايداً بالاستقرار السياسي والاقتصادي والاجتماعي للدول الموردة. حيث يمكن أن يؤدي تخفيف الضغوط السكانية من خلال خفض معدلات المواليد إلى زيادة احتمالات حدوث مثل هذا الاستقرار، تصبح السياسة السكانية ذات صلة بإمدادات الموارد والمصالح الاقتصادية للولايات المتحدة.... موقع الاحتياطيات المعروفة من الخامات الأعلى جودة لمعظم المعادن يؤيد زيادة اعتماد جميع المناطق الصناعية على الواردات من البلدان الأقل نمواً. تكمن المشكلات الحقيقية في الإمدادات المعدنية، ليس في الاكتفاء المادي الأساسي، لكن في القضايا الاقتصادية-السياسية الخاصة بالوصول، شروط التنقيب والاستخراج، تقسيم المصالح بين المنتجين، المستهلجين، وحكومات البلدان المضيفة" [الفصل الثالث، "المعادن والوقود"].
- سواء عن طريق الحراك الحكومي، النزاعات القانونية، التخريب، أو الفوضى المدنية، فإن التدفق السلس للمواد المطلوبة سيتعرض للخطر. على الرغم من أن الضغط السكاني ليس هو العامل المعني الوحيد، إلا أن هذه الأنواع من الإحباطات أقل احتمالاً في ظل ظروف النمو البطيء أو الصفري للسكان" [الفصل الثالث "الوقود والمعادن"].
- السكان ذات نسب النمو المرتفعة. فئة الشباب، التي تشكل النسب الأعلى في البلدان الأقل نمواً، من المرجح أن تكون أكثر تقلباً، وغير مستقرة، وعرضة للتطرف، والاغتراب والعنف من فئة السكان الأكبر سناً. يمكن إقناع هؤلاء الشباب بسهولة أكبر بمهاجمة المؤسسات القانونية الحكومية أو الممتلكات «المؤسسية» أو «الإمبريالية» أو «الشركات متعددة الجنسيات» أو غيرها من التأثيرات الخارجية التي ينحى عليها باللائمة في مشاكلهم. [الفصل الخامس، «آثار الضغوط السكانية على الأمن القومي».]
- علينا الاهتمام بألا تبدو أنشطتنا للبلدان الأقل نمواً على أنها سياسة بلد صناعي موجهة ضدها. أي نهج في هذا المجال يجب علينا تقديم الدعم للبلد الأقل نمواً التي يمكننا دعمها الداخل. يجب أن يكون قادة "العالم الثالث" في المقدمة وأن ينسب لهم فضل البرامج الناجحة. في هذا السياق من المهم أن نوضح لقادة البلدان الأقل نمواً أن برامج تنظيم الأسرة هذه قد نجحت ويمكن أن تظهر نتائجها في غضون فترة زمنية معقولة." [الفصل الأول "التوجهات الديموغرافية العالمية"]
- في إطار هذه العلاقات الحساسة، من الضروري العمل على تجنب مظهر الإكراه سواء في الأسلوب أو الجمهور.
- تم ذكر الإجهاض كاستراتيجية جيوسياسية عدة مرات في التقرير مع تداعيات موحية: «لم تخفض أي دولة نموها السكاني دون اللجوء إلى الإجهاض... في ظل ظروف البلدان النامية، لا يقتصر الأمر في كثير من الأحيان على عدم توفر طرق التبصر، بل إنها تفشل في كثير من الأحيان بسبب الجهل، وعدم الاستعداد، وسوء الاستخدام وعدم الاستخدام. وبسبب هذه الظروف المذكورة، لجأت أعداد متزايدة من النساء في العالم النامي إلى الإجهاض...».

## روابط خارجية
- "National Security Study Memorandum 200 (NSSM 200)". أبريل 1974. مؤرشف من الأصل في 2021-02-24.

- "National Security Study Memorandum -NSSM 200" (PDF). الوكالة الأمريكية للتنمية الدولية. 10 ديسمبر 1974. مؤرشف من الأصل (PDF) في 2021-02-21.

- "National Security Study Memorandum 200" (PDF). Nixon Library. 24 أبريل 1974. مؤرشف من الأصل (PDF) في 2017-02-10.

- "Foreign Relations of the United States, 1969–1976". Volume E–14, Part 1, Documents on the United Nations, 1973–1976, Document 118. روبرت إس. إينغيرسول summarized the recommendations of the NSSM 200 report on the implications of worldwide population growth to President Ford. وزارة الخارجية. مؤرشف من الأصل في 2021-01-30.{{استشهاد ويب}}:  صيانة الاستشهاد: آخرون (link)